# Список актёров и актрис, номинированных на две премии «Оскар» в одном и том же году
За историю кинопремии «Оскар» (1929 — н. в.) двенадцать актёров и актрис номинировались на две премии «Оскар» в одном и том же году: в номинациях «Лучший актёр» («Лучшая актриса») и «Лучший актёр второго плана» («Лучшая актриса второго плана»).
Академия кинематографических искусств и наук утвердила два правила, касающихся нескольких номинаций одного актёра (одной актрисы) на одной церемонии, поэтому таковых за всю историю кинопремии «Оскар» совсем немного.

## Номинанты
| Год  | Актёр (актриса)    | Категория                    | Фильм            | Результат |
| ---- | ------------------ | ---------------------------- | ---------------- | --------- |
| 1939 | Фэй Бейнтер        | Лучшая актриса               | Белые знамёна    | Номинация |
| 1939 | Фэй Бейнтер        | Лучшая актриса второго плана | Иезавель         | Победа    |
| 1943 | Тереза Райт        | Лучшая актриса               | Гордость янки    | Номинация |
| 1943 | Тереза Райт        | Лучшая актриса второго плана | Миссис Минивер   | Победа    |
| 1945 | Барри Фицджеральд  | Лучший актёр                 | Идти своим путём | Номинация |
| 1945 | Барри Фицджеральд  | Лучший актёр второго плана   | Идти своим путём | Победа    |
| 1983 | Джессика Лэнг      | Лучшая актриса               | Фрэнсис          | Номинация |
| 1983 | Джессика Лэнг      | Лучшая актриса второго плана | Тутси            | Победа    |
| 1989 | Сигурни Уивер      | Лучшая актриса               | Гориллы в тумане | Номинация |
| 1989 | Сигурни Уивер      | Лучшая актриса второго плана | Деловая девушка  | Номинация |
| 1993 | Аль Пачино         | Лучший актёр                 | Запах женщины    | Победа    |
| 1993 | Аль Пачино         | Лучший актёр второго плана   | Американцы       | Номинация |
| 1994 | Холли Хантер       | Лучшая актриса               | Пианино          | Победа    |
| 1994 | Холли Хантер       | Лучшая актриса второго плана | Фирма            | Номинация |
| 1994 | Эмма Томпсон       | Лучшая актриса               | Остаток дня      | Номинация |
| 1994 | Эмма Томпсон       | Лучшая актриса второго плана | Во имя отца      | Номинация |
| 2003 | Джулианна Мур      | Лучшая актриса               | Вдали от рая     | Номинация |
| 2003 | Джулианна Мур      | Лучшая актриса второго плана | Часы             | Номинация |
| 2005 | Джейми Фокс        | Лучший актёр                 | Рэй              | Победа    |
| 2005 | Джейми Фокс        | Лучший актёр второго плана   | Соучастник       | Номинация |
| 2008 | Кейт Бланшетт      | Лучшая актриса               | Золотой век      | Номинация |
| 2008 | Кейт Бланшетт      | Лучшая актриса второго плана | Меня там нет     | Номинация |
| 2020 | Скарлетт Йоханссон | Лучшая актриса               | Брачная история  | Номинация |
| 2020 | Скарлетт Йоханссон | Лучшая актриса второго плана | Кролик Джоджо    | Номинация |